# Henri Vidal
Henri Vidal (* 26. November 1919 in Royat, nach anderen Quellen Clermont-Ferrand, Département Puy-de-Dôme; † 10. Dezember 1959 in Paris) war ein französischer Schauspieler.

## Leben
Vidal arbeitete zunächst als Schauspieler auf kleineren Bühnen und wurde als Teilnehmer an Schönheitswettbewerben für das Kino entdeckt. 1941 debütierte er an der Seite von Édith Piaf und Jean-Louis Barrault im Film Montmartre-sur-Seine. 1949 gelang ihm an der Seite von Michèle Morgan im Film Fabiola der endgültige Durchbruch. Nach Ende der Dreharbeiten heiratete das Paar. In erster Ehe war er mit der Schauspielerin Michèle Cordoue verheiratet.
In der Folge hatte er Hauptrollen in Filmen wie Dein Weg ist Dir bestimmt, Gangster von Paris, Die Pariserin oder Frau im Fegefeuer und Wollen Sie mit mir tanzen? mit Brigitte Bardot im Jahr 1959. Zudem spielte er an der Seite von Eva Bartok und Curd Jürgens in Orient-Express oder mit O. W. Fischer und Jean Gabin in Napoléon. In Deutschland ist er vor allem durch den 1957 gedrehten Film Die Mausefalle und sein Mitwirken in Ein Engel auf Erden mit Romy Schneider bekannt.
Vidal, der aufgrund von Depressionen zum Drogenkonsum kam, starb im Alter von 40 Jahren an einem Herzschlag.

## Filmografie
- 1941: Montmartre sur Seine
- 1943: Port d'attache
- 1943: Mermoz
- 1944: Engel der Nacht (L'ange de la nuit)
- 1946: Patricia
- 1947: Das Boot der Verdammten (Les maudits)
- 1949: Le Paradis des pilotes perdus
- 1949: Fabiola
- 1950: Dein Weg ist Dir bestimmt (Quai de Grenelle)
- 1950: Die Karriere der Doris Hart (La belle que voilà)
- 1951: Sündige Liebe (L'étrange Madame X…)
- 1952: Die junge Irre (La jeune folle)
- 1952: C'est arrivé à Paris
- 1952: Die sieben Sünden (Les sept péchés capitaux)
- 1954: Attila, die Geißel Gottes (Attila)
- 1954: Orientexpress
- 1955: Die Lumpen fahren zur Hölle (Les salauds vont en enfer)
- 1955: Hafen des Verlangens (Port du désir)
- 1955: Napoleon (Napoléon)
- 1955: Gangster von Paris (Série noire)
- 1957: Die Pariserin (Une parisienne)
- 1957: Kavaliere (Charmants garçons)
- 1957: Der Weg zur Schande (Une manche et la belle)
- 1957: Spione (Action immédiate)
- 1957: Die Mausefalle (Porte des Lilas) – Regie: René Clair
- 1958: Sei schön und halt den Mund (Sois belle et tais-toi)
- 1959: Ein Engel auf Erden
- 1959: Wollen Sie mit mir tanzen? (Voulez-vous danser avec moi?) – Regie: Michel Boisrond
- 1959: Das Weib und der Verdammte (La bête à l'affût)
- 1959: Frau im Fegefeuer (Pourquoi viens-tu si tard…)
- 1959: Guten Tag, ich bin ihr Mörder (Pensione Edelweiss)
- 1959: Die Verfemte (Les naufrageurs)